# Хеш-функции на основе клеточных автоматов
Хеш-функции на основе клеточных автоматов — разновидность хеш-функций, использующая для вычисления клеточные автоматы. Использование клеточных автоматов обеспечивает высокий уровень параллелизма и, следовательно, позволяет достичь высоких скоростей, что необходимо в условиях ограниченных вычислительных мощностей и жестких требований к энергопотреблению (например, Интернет вещей). Хеш-функции на основе клеточных автоматов обладают хорошим лавинным эффектом. Использование клеточных автоматов позволяет добиться устойчивости к атакам временного анализа.
В криптографии наибольший интерес представляют аддитивные клеточные автоматы (сочетание операций XOR и XNOR в его переходной функции) благодаря таким свойствам, как адаптивность, обратимость и масштабируемость.

## Пример Алгоритма
Алгоритм получает на вход сообщение {\displaystyle c} произвольного размера и ключ {\displaystyle k}, размером: 128, 192 или 256 бит и возвращает хешированное значение ключа.

### Базовое описание алгоритма
1. Первоначальное сообщение {\displaystyle c} должно быть дополнено следующим образом:
{\displaystyle size(c){\text{ mod }}512=0{\text{ and }}size(c)>=512}
дополнение можно производить простым заполнением недостающих разрядов нулями.
Обозначим дополненное сообщение как {\displaystyle C}.
2. Аналогично дополняется ключ {\displaystyle k}:
{\displaystyle size(k){\text{ mod }}512=0{\text{ and }}size(k)>=512}
Обозначим дополненный ключ как {\displaystyle K}.
3. Сообщение {\displaystyle C} разбивается на блоки по 512 бит.
4. Каждый 512 битный блок, полученный на предыдущем шаге разбивается ещё раз на 8 подблоков по 64 бита. Разделение на 64 битные подблоки
5. К каждому 512 блоку применяется правило 30.
6. Выход пункта 5 вместе с 512 битным ключом поступают в функцию трансформации (ФТ).
7. Этот результат подвергается операции XOR с результатом пункта 5 для следующего 512 битного блока.
8. Ключ для последующих раундов получается с помощью поворота ключа предыдущей итерации, который выполняет циклический сдвиг битов на 1.
9. Шаги 6, 7 и 8 повторяются, пока не кончатся блоки сообщения по 512 бит, то есть пока всё сообщение не будет хешировано. Диаграмма описания работы алгоритма

### Описание функции трансформации
Для получения полностью случайного выхода по заданному входу в функции трансформации используются как клеточные автоматы, так и побитовые логические операции.
Ниже приведен пример возможной трансформации, оперирующей с отдельными 64 битными подблоками.
1. {\displaystyle a=e}:
Это означает, что байты из {\displaystyle e} напрямую отображаются в {\displaystyle a}.
2. {\displaystyle b=J(g,h,K_{1})} или {\displaystyle b=J(g,h,K_{5})}
Если раунд нечетный, то используется {\displaystyle a=J(g,h,K_{1})} иначе {\displaystyle a=J(g,h,K_{5})}.
{\displaystyle J(x,y,z)=(({\text{ROTL}}^{47}(x){\text{ XOR }}\,Rule\,30({\text{ROTL}}^{37}(y')){\text{ AND }}(({\text{ ROTR}}^{17}(z)))} .
3. {\displaystyle c=G(e,f,K_{2})} или {\displaystyle c=G(e,f,K_{6})}
Если раунд нечетный, то используется {\displaystyle c=G(e,f,K_{2})} иначе {\displaystyle c=G(e,f,K_{6})}.
{\displaystyle G(x,y,z)=(Rule134(Rule30(x')){\text{ OR }}y){\text{ XOR }}(Rule30(z'){\text{ AND }}x)} .
4. {\displaystyle d=F(a,c)}
{\displaystyle F(x,y)=Rule30(x){\text{ XOR }}y'} .
5. {\displaystyle e=J(a,d,K_{4})} или {\displaystyle e=J(a,d,K_{8})}
Если раунд нечетный, то используется {\displaystyle e=J(a,d,K_{4})} иначе {\displaystyle e=J(a,d,K_{8})} .
Функция {\displaystyle J} определена в пункте 1.
6. {\displaystyle f=H(b,d)}
{\displaystyle H(x,y)={\text{ROTL}}^{17}(x){\text{ XOR }}{\text{ ROTL}}^{59}(y)}.
7. {\displaystyle g=I(c,f)}
{\displaystyle I(x,y)={\text{ROTL}}^{41}(x'){\text{ XOR }}{\text{Rule134}}({\text{ Rule30}}({\text{ ROTL}}^{31}(y')))}.
8. {\displaystyle h=H(a,K_{3})} или {\displaystyle h=H(a,K_{7})}
Если раунд нечетный, то используется {\displaystyle h=H(a,K_{3})} иначе {\displaystyle h=H(c,K7)}
Функция {\displaystyle H} определена в пункте 4.

Где ROTL — циклический сдвиг битов влево, ROTR — циклический сдвиг битов вправо.
Внутри этой функции преобразования количество раундов распределяется динамически. Они рассчитываются по формуле:
{\displaystyle rounds} = количество '1' в блоке сообщения(512 битовом) {\displaystyle +} количество '0' в ключе (512 битовом) {\displaystyle mod512}.

## Анализ безопасности
Наиболее распространенное правило 30, демонстрирующее желаемое поведение, необходимое в криптографических примитивах неспособно обеспечить полный лавинный эффект и случайность. Для улучшения этих параметров применяется объединение других нелинейных правил клеточного автомата с правилом 30. Гибридные правила демонстрируют желательный строгий лавинный критерий для очень большого числа итерации. Введение функции трансформации с комбинацией правил клеточного автомата достигает полного лавинного эффекта за небольшое число итераций и проходит все статистические тесты, распространяемые Национальным институтом Стандартов и технологий.